# ملعب الهادي النيفر
ملعب الهادي النيفر هو ملعب كرة قدم يقع في تونس العاصمة في جهة باردو، تبلغ طاقة استيعابه 12 الف متفرج وهو الملعب الخاص بنادي الملعب التونسي. 
بني الملعب من قبل رئيس النادي الهادي النيفر وهو الاب الروحي للملعب التونسي في ثمانينات القرن 20 عندما كان يرأس النادي، ولكن الاشغال لم تتواصل بشكل مستمر إذ دامت 30 سنة لوجود العديد من العراقيل، افتتح الملعب رسميًا في 2 يونيو 2015. شهد الملعب أول مباراة بين فريقي النادي الرياضي الصفاقسي والملعب التونسي وانتهت بفوز الملعب التونسي بهدف مقابل صفر.